# 雪茄星系
梅西耶82（也稱為NGC 3034，雪茄星系或M82）是距離約1200萬光年遠，位於大熊座，屬於M81星系團的星暴星系。它的亮度大約是整個銀河系的5倍，中心更比我們銀河系中心亮100倍。星暴活動被認為是與鄰近的梅西耶81交互作用所引起的。作為最接近我們的星暴星系，M82是這類型星系最典型的例子。SN 2014J，一顆Ia型超新星，是2014年1月21日在這個星系內發現的超新星。在2014年，研究M82的科學家發現已知最明亮的脈衝星，命名為M82 X-2。

## 構造

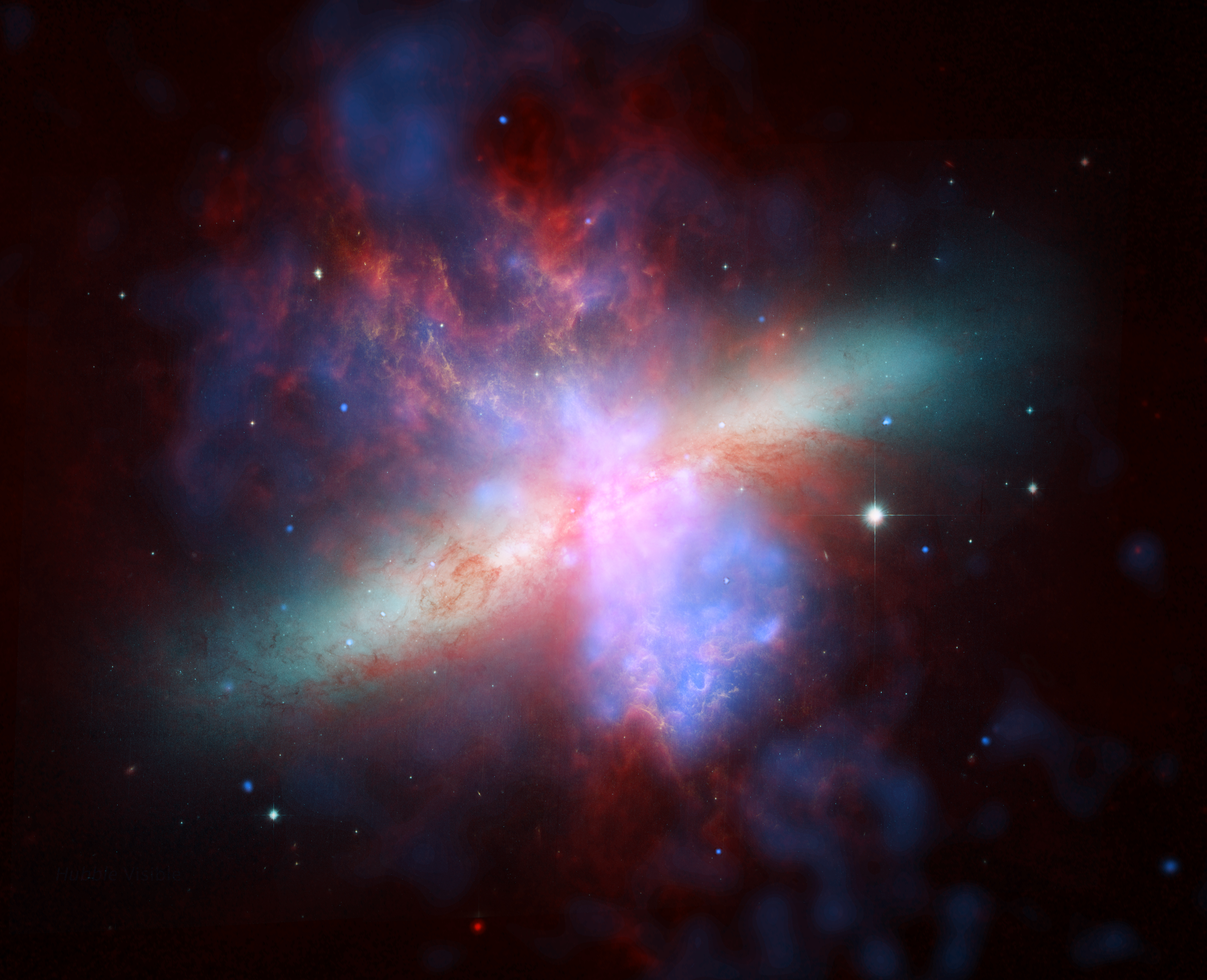
這是由三顆專案衛星觀測的影像合成的圖，呈現出可見光、紅外線和X射線的影像。可見光的影像來自哈伯太空望遠鏡，呈現出肉眼可見的容貌。紅外線圖的圖像出自史匹哲太空望遠鏡，顯示出塵埃的輻射，錢卓太空望遠鏡拍攝X光的影像（顯示多數來自高速電子的同步加速輻射）以藍色呈現出來。

M82在之前被認為是一個不規則星系，但在2005年以近紅外線的觀察發現他有對稱的兩條螺旋臂。這些螺旋臂是從近紅外線的影像中，減除軸對稱指數函數盤面才檢測出來的。即使是從近紅外線的影像中檢測出螺旋臂，它們依然比盤面更偏藍。由於M82盤面的高面亮度，我們又以高傾角的側面（〜80°）觀察，因此螺旋臂就被錯過了，再加上在可見光影像中錯綜複雜的絲狀塵埃結構，使得螺旋臂顯得模糊而未被看見。這兩條螺旋臂由近紅外影像的棒的兩端可以追尋到3個星系盤的長度大小。假定M82的北端離我們較近，大部分的文獻一樣，觀察到的旋轉方向暗示懸臂是落後的。

### 星暴區域
在2005年，哈伯太空望遠鏡顯示在星暴核心有197個年輕的大質量星團。這些星團的平均質量大約是200,000太陽質量，因此星暴核心是充滿活力的高密度環境。整個星系的中心，年輕恆星正以遠超過我們整個銀河系10倍的速率在誕生。
在M82的核心，活躍的星暴區域直徑過500秒差距。以可見光的波長在這個區域檢測出4個高面亮度區域或叢集（標示為A、C、D和E），這些叢集屢屢對應於已知的X射線、紅外線、和電波。因此，它們被認為是從我們的角度最不被遮擋的星暴群集。M82獨特的雙極流（或超級星風）似乎集中在叢集A和C，以及由在叢集中頻率為每10年發生一次的超新星釋放出來的能量所驅動。
錢卓太空望遠鏡偵測到的X射線輻射波動，排放自距離M82中心約600光年的位置。天文學家們大膽的假設這個波動的排放來自中等質量黑洞，其質量大約在200〜500太陽質量之間。像多數的星系一樣，M82是個超大質量黑洞的宿主星系，以恆星動力學測量，在它中心的黑洞質量估計是3 x 107太陽質量。

### 未知的天體
在2010年4月，曼徹斯特大學在卓瑞爾河岸天文台工作的天文學家報告在M82有未知的天體。這個天體開始發出無線電波，但是它排放的方式與之前在宇宙中任何其它地方曾見過的模式都不同。關於這個未知天體的性質有好幾種理論，但目前沒有一個能與觀測的資料完全吻合。它曾經被認為是個不尋常的"微類星體"，有著非常高的無線電亮度與低的X射線亮度，而且相當穩定，它可能與低X射線亮度的星系微類星體SS 433類似。然而，所有已知的微類星體都產生大量的X射線，而該天體的X射線通量在阈值之下。這個天體與M82的中心有好幾弧秒的距離，不太可能與黑洞相關聯。它有著明顯的超光速，相對於星系中心是光速的4倍。在超大質量黑洞，視超光速運動與相對論性噴流是一致的，並不表示它的來源本身的移動超過光速。

## M81觸發星暴

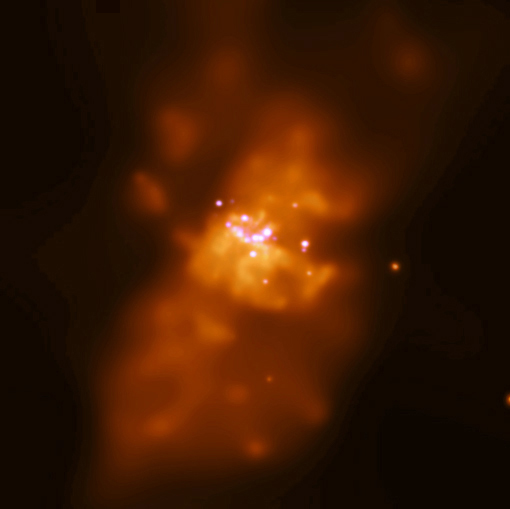
錢卓太空望遠鏡的雪茄星系影像。

鄰近的螺旋星系M81在小望遠鏡下呈現配對的突起，M82正受到這個體積更大的鄰居影響。由引力造成的潮汐力使這個星系變形，這個過程大約開始於一億年前。這種交互作用使恆星形成的速率是"正常"星系的10倍。
最近，M82至少經歷了一次的潮汐遭遇，M81導致大量氣體在2億年前注入到星系的核心。最接近的一次遭遇大約發生在2–5×108年前，和導致集中的爆發與星團年齡相對應的峰值標誌分布。這次星暴開始於5,000萬年前，以每年10M⊙的速率進行。兩個後續的星暴，最後一次（4-6百萬年前）可能形成在核心的星團， 包括超星團（super star clusters，SSCs）和較輕的夥伴。
奇怪的是，在M82盤面上的恆星似乎是在5億年前爆發出來的，離開盤面到處都是數百個性質類似球狀星團的叢集（較年輕），但在1億年前離開這個星系星暴中心的迷人之處就不再有恆星形成，在10億年前星系暈的恆星形成率就很低。解釋這種特性的建議是M82在與它巨大的鄰居產交互作用觸發星暴之前，是一個低表面亮度星系。
忽略它們各自與我們在距離上的任何差異，M81和M82的中心在視覺上相隔約130,000光年，確實的分離是300+300
−200 kly。

## 2014年的超新星

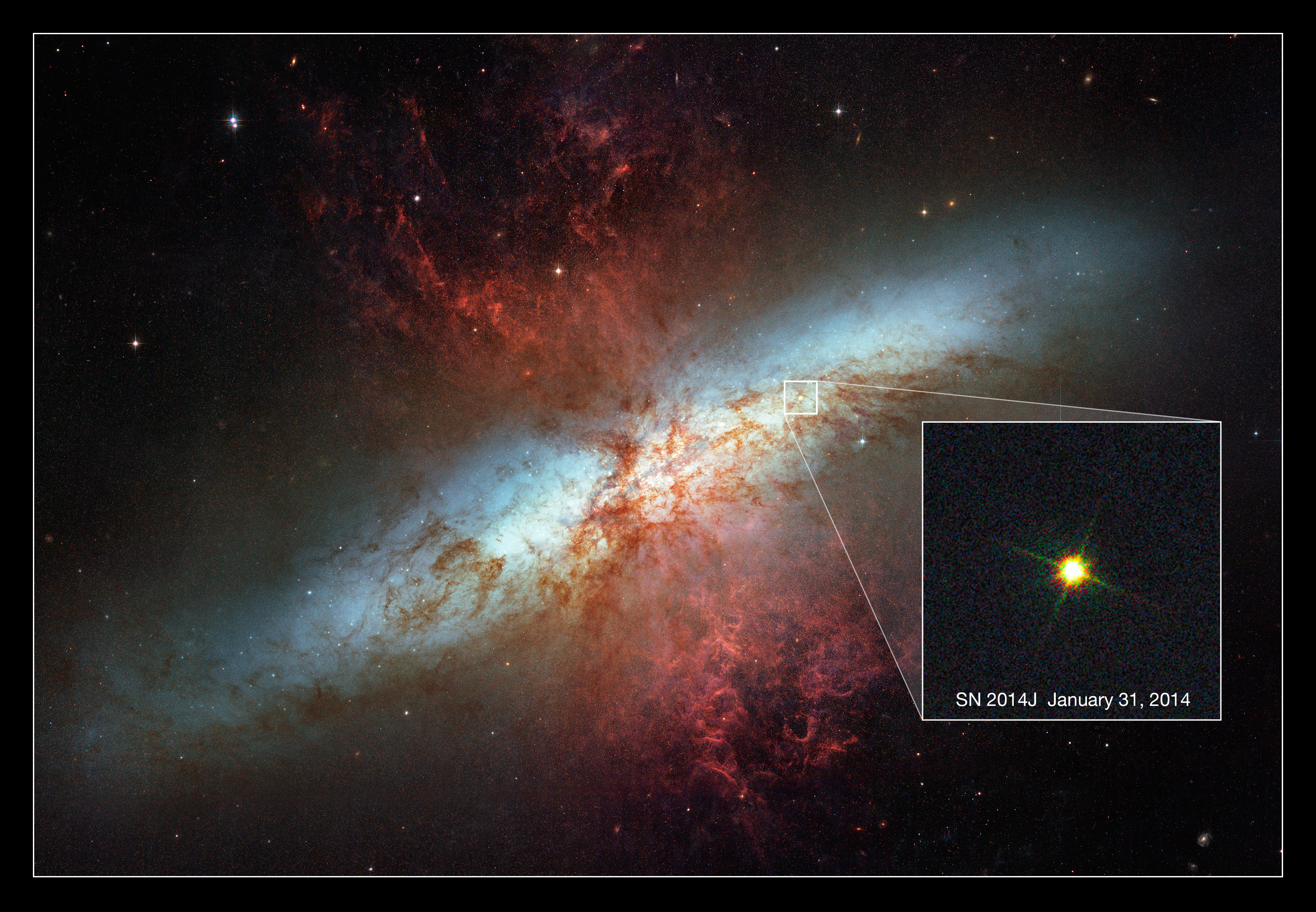
哈伯在M82看見新的超新星。

在2014年1月21日19.20 UT，倫敦大學學院倫敦大學天文台的訓練天文台，由史蒂夫·福西博士指導的一組4位學生，在M82發現一顆 +11.7等恆星。在1月23日，它的視星等升高至 +10.9等。檢查稍早時對M82的觀測，發現這顆超新星在1月15、16、17、19、20、和22日都已經存在，光度從 +14.4等到 +11.3等，但在1月14日極限星等 +17等的資料中卻毫無蹤影。最初預期它可能達到 +8.5等，進入雙筒望遠鏡和小望遠鏡都能看見的範圍內，但它在2014年1月31日就達到峰值，實際上只是較為黯淡的 +10.5等。初步分析將它的分類為一顆"年輕、偏紅的Ia超新星"。國際天文學聯合會給予的名稱是SN 2014J。SN 2014J是近幾十年來最靠近地球的超新星之一。SN 1993J是距離相似的一顆超新星，出現在與它鄰近的巨大星系M81，而出現在大麥哲倫星系的SN 1987A則更為接近。SN 2014J是繼SN 1972E之後，最接近地球的Ia型超新星。

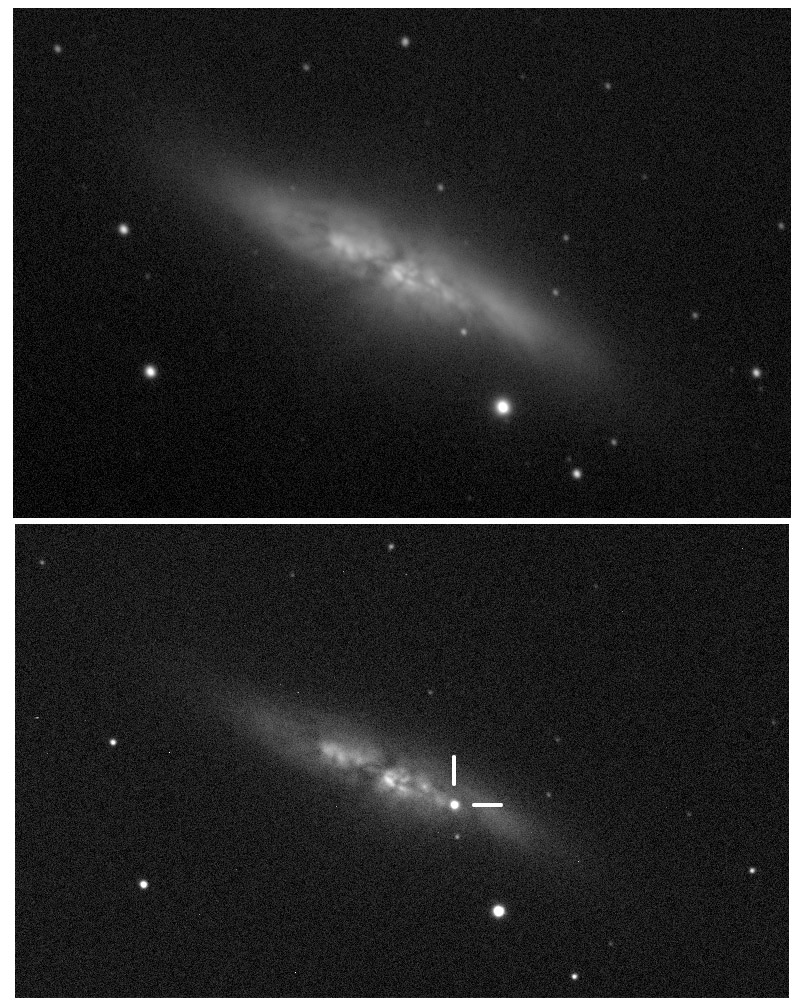
2014年1月21日出現在M82的超新星（以2013年12月10日相同視野的影像作比較）。

## 外部連結
- M82, SEDS Messier pages （页面存档备份，存于）
- M82 at Chandra （页面存档备份，存于）
- SST: Galaxy on Fire!
- M82 at NASA/IPAC EXTRAGALACTIC DATABASE
- ESA/Hubble images of M82 （页面存档备份，存于）
- WikiSky上关于雪茄星系的内容：DSS2, SDSS, GALEX, IRAS, 氢α, X射线, 天文照片, 天图, 文章和图片
- M82 The Cigar Galaxy
- M82 images with 2 semiprofessional amateur-telescopes as a result of collaboration between 2 observatories!